# P/2015 X6 PANSTARRS
P/2015 X6 PANSTARRS è una cometa periodica appartenente alla famiglia delle comete della fascia principale, scoperta il 7 dicembre 2015 da Pan-STARRS.
Il nucleo della cometa è un asteroide che, per un motivo ancora sconosciuto, ha emesso tra le 5.000 e le 9.000 tonnellate di polveri nel mese precedente alla scoperta, generando una chioma e una coda.
Come molte comete della fascia principale, P/2015 X6 rappresenta un esempio del continuum asteroide-cometa, un fenomeno che dimostra come la distinzione tra asteroidi e comete non sia sempre netta, questi oggetti possono mostrare attività cometaria sporadica, probabilmente dovuta a sublimazione di ghiaccio superficiale o variazioni termiche tra afelio e perielio che possono innescare situazioni di degassamento.
La cometa non è stata osservata nel successivo passaggio al perielio del 2020.